# The Mary Tyler Moore Show
The Mary Tyler Moore Show (La chica de la tele o La mujer periodista, en su traducción al español) es una serie de televisión estadounidense, protagonizada por Mary Tyler Moore.

## Argumento

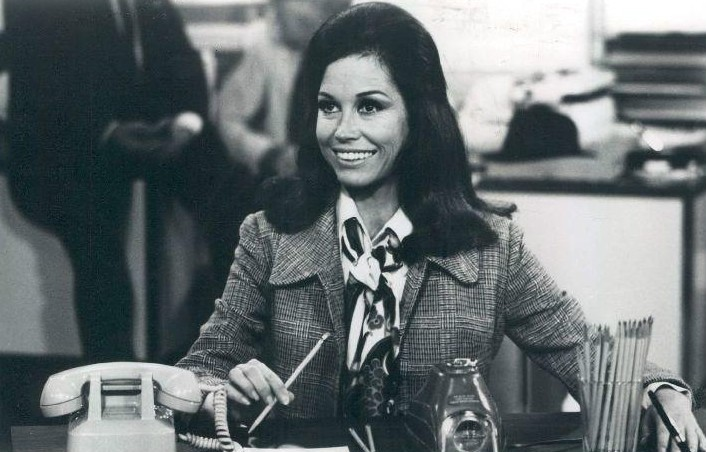
Mary Tyler Moore en una escena de la serie (1977)

Mary Richards (Mary Tyler Moore) es una mujer soltera que, a los 30 años, se traslada a Minneapolis después de la ruptura de un compromiso con quien fue novio durante dos años. Solicita un trabajo de secretaria en la emisora WJM de televisión, pero le ofrecen el cargo de productor asociado de la emisora en el programa de noticias a las seis.
Allí, se hace amiga de su duro, pero amable, jefe Lou Grant (Edward Asner), el neurótico redactor de noticias Murray Slaughter (Gavin MacLeod), y el egocéntrico y vanidoso presentador Ted Baxter (Ted Knight).
Mary alquila un apartamento en la planta tercera de estudio en una casa victoriana a su arribista vecina Phyllis Lindstrom (Cloris Leachman), y se convierte en la mejor amiga de la vecina de arriba Rhoda Morgenstern (Valerie Harper), una chica judía de clase trabajadora. Personajes que llegan más adelante en la serie incluyen a la devoradora de hombres y presentadora, enamorada de Lou, Sue Ann Nivens (Betty White) y a la ingenua novia de Ted Georgette Franklin (Georgia Engel).
Al comienzo de la sexta temporada, después de que Rhoda y Phyllis dejan la serie, Mary se traslada a un nuevo apartamento.
En la tercera temporada, cuestiones como la igualdad de remuneración para las mujeres, las relaciones pre-matrimoniales y la homosexualidad, se abordan en las tramas. En la cuarta temporada, temas como la infidelidad conyugal y el divorcio se exploran con Phyllis y Lou, respectivamente. En la quinta temporada, Mary se niega a revelar una fuente de noticias y es encarcelada por desacato al tribunal. Mientras estaba en prisión, se hace amiga de una prostituta que busca la ayuda de Mary en un episodio posterior. En las últimas temporadas, la serie explora a través del personaje de Ted los problemas maritales, la adopción y la infertilidad y Mary supera una adicción a los somníferos.

## Spin-offs, especiales y reuniones
El show originó tres series de televisión: las comedias de enredo Rhoda (1974-1978) y Phyllis (1975-1977), y el drama de una hora Lou Grant (1977-1982). En 2000, Moore y Harper repitieron su papel en una película para televisión de dos horas de la ABC: Mary & Rhoda.
La CBS produjo dos especiales retrospectivos: Mary Tyler Moore: The 20th Anniversary Show (1991) y The Mary Tyler Moore Reunion (2002). El 19 de mayo de 2008, los miembros del elenco se reunieron de nuevo en El show de Oprah Winfrey.

## Personajes
- Mary Richards (Mary Tyler Moore).
- Lou Grant (Edward Asner).
- Murray Slaughter (Gavin MacLeod).
- Ted Baxter (Ted Knight).

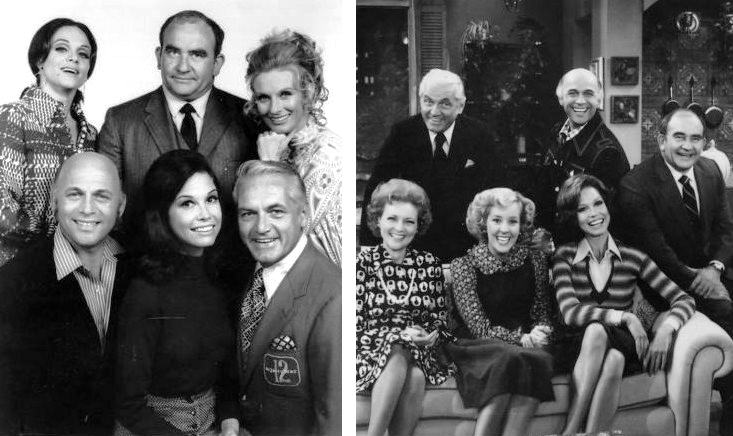
El elenco de la serie en la primera y en la última temporada

- Rhoda Morgenstern (Valerie Harper) (1970–74).
- Phyllis Lindstrom (Cloris Leachman) (1970–75).
- Georgette Franklin (Georgia Engel)  (1972–77).
- Sue Ann Nivens (Betty White) (1973–77).

## Premios

### Premios Emmy
Además de numerosas nominaciones, The Mary Tyler Moore Show ganó 29 premios Emmy. Fue un récord absoluto hasta que Frasier alcanzó su premio número 30 en 2002.
- - Mejor serie de comedia [3] - (1975,76,77)
  - Mejor Actriz Protagonista en una Serie de Comedia [3] - Mary Tyler Moore (73, 74,76)
  - Actriz del Año: Series [1] - Mary Tyler Moore (74)
  - Mejor Actor de Reparto en una Serie de Comedia [5] - Ed Asner (71, 72,75), Ted Knight (73, 76)
  - Mejor Actriz de Reparto en una Serie de Comedia [6] - Valerie Harper (71, 72,73), Cloris Leachman (74), Betty White (75, 76)
  - Reconocimiento Individual por una actriz de reparto en una serie de comedia o drama [1] - Cloris Leachman (75)
  - Mejor Guion de una Serie de Comedia [5] - James L. Brooks, Allan Burns, (1971), Silverman Treva (1974), Weinberger Ed, Stan Daniels (1975), David Lloyd (1976), Burns Allan, James L. Brooks, Weinberger Ed, Stan Daniels, David Lloyd, Ellison, Bob (1977)
  - Guionista del Año: Serie de TV [1] - Silverman Treva (74)
  - Mejor Dirección en Serie de Comedia [2] - Jay Sandrich (1971), Jay Sandrich (1973)
  - Mejor Montaje [2] - Hines, Douglas (75, 77)

### Globos de Oro
- - 1971: Mary Tyler Moore, Mejor Actriz Comedia
  - 1972: Edward Asner, Mejor Actor de Reparto / Comedia
  - 1976: Edward Asner, Mejor Actor de Reparto / Comedia (ex aequo con Tim Conway)